# Dmitri Alperovitch

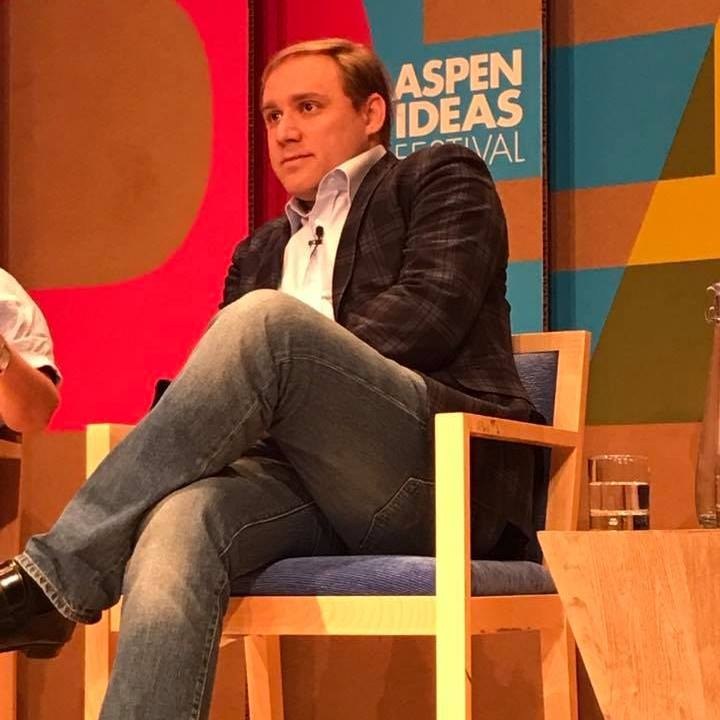
Dmitri Alperovitch (2017)

Dmitri Alperovitch (russisch: Дмитрий Михайлович Альперович; * 1980 in Moskau, Sowjetunion) ist ein russischstämmiger US-amerikanischer Unternehmer und Experte für Computersicherheit. Er ist Mitbegründer und ehemaliger Chief Technology Officer von Crowdstrike. Er ist Senior Fellow des Atlantic Council und Gründer und Vorsitzender der Denkfabrik Silverado Policy Accelerator.

## Laufbahn
Alperovitch wurde in der Sowjetunion geboren. Seine Familie wanderte 1994 nach Kanada aus und zog ein Jahr später nach Chattanooga in die Vereinigten Staaten um. Er erwarb 2001 einen Bachelor in Informatik und 2003 einen Master in Informationssicherheit, beides am Georgia Institute of Technology. Es war der erste Hochschulabschluss in Informationssicherheit an dieser Hochschule. Alperovitch arbeitete in den späten 1990er und frühen 2000er Jahren bei einer Reihe von Computersicherheits-Startups, darunter CipherTrust und McAfee. Im Januar 2010 leitete er die Ermittlungen zur Operation Aurora, welche einen chinesischen Cyberangriff auf Google und zwei Dutzend andere Unternehmen untersuchen. Anschließend leitete er die Ermittlungen zur Operation Night Dragon, ⁣⁣die westliche multinationale Öl- und Gasunternehmen betraf, und verfolgte die Spur zu Song Zhiyue, einem in der Stadt Heze in der Provinz Shandong lebenden Chinesen. Im August 2011 veröffentlichte er als Vizepräsident für Bedrohungsforschung bei McAfee die Operation Shady RAT, einen Bericht über mutmaßliche chinesische Cyberattacken auf mindestens 72 Organisationen, darunter Verteidigungsunternehmen, Unternehmen weltweit, die Vereinten Nationen und das Internationale Olympische Komitee.
Ende 2011 war Dmitri Alperovitch zusammen mit den Unternehmern George Kurtz und Gregg Marston Mitbegründer und Chief Technology Officer von CrowdStrike, einem Unternehmen für Sicherheitstechnologie, das sich darauf spezialisiert, Unternehmen und Regierungen beim Schutz ihres geistigen Eigentums und ihrer Daten vor Cyberspionage und Cyberkriminalität zu unterstützen. Im August 2013 wurde er von der MIT Technology Review zu einem der Top 35 Innovators Under 35 gewählt, eine Auszeichnung, die zuvor Persönlichkeiten wie Larry Page, Sergey Brin und Mark Zuckerberg erhalten hatten. Er wurde Senior Fellow beim Think Tank Atlantic Council und im Dezember 2013 in die Liste der 100 führenden globalen Denker der Zeitschrift Foreign Policy aufgenommen.
Im Februar 2020 verließ Alperovitch CrowdStrike, um den Silverado Policy Accelerator zu gründen, eine gemeinnützige Organisation, die sich auf die Lösung politischer Herausforderungen im Zusammenhang mit dem Großmachtwettbewerb zwischen den USA und ihren Gegnern konzentriert. Die Organisation fokussiert sich insbesondere auf politische Fragen im Zusammenhang mit der Cybersicherheit, dem internationalen Handel und der industriellen Sicherheit sowie der wirtschaftlichen und ökologischen Sicherheit. Silverado Policy Accelerator startete im März 2021 mit Alperovitch als geschäftsführendem Vorsitzenden.
Im Oktober 2021 kündigte Alperovitch die Gründung des Alperovitch Institute for Cybersecurity Studies an, das an der Johns Hopkins University angesiedelt sein soll. Das Institut wird einen Master of Arts und einen Doktortitel in Cybersicherheitsstudien und -politik sowie ein Weiterbildungsprogramm für Führungskräfte aus dem privaten und öffentlichen Sektor anbieten. Im Dezember 2021 prognostizierte Alperovitch korrekt den im Februar 2022 begonnenen russischen Überfall auf die Ukraine.

## Veröffentlichungen
- Dmitri Alperovitch, Garrett Graff: World on the Brink: How America Can Beat China in the Race for the Twenty-First Century. PublicAffairs, New York 2024, ISBN 978-1-5417-0409-1.